# Gräpel (Einheit)
Der Gräpel, auch Spanne, war ein deutsches Längenmaß im Bergbau.
- 1 Gräpel = ⅛ Lachter
- 1 Gräpel = 1 Spanne

Das Lachter war regional sehr unterschiedlich und daher wurde auf eine Angabe im metrischen Maß verzichtet.